# Кирпиченко, Михаил Яковлевич
Михаил Яковлевич Кирпиченко (7 сентября 1902, Бовкун, Таращанский район — 2 февраля 1998, Тольятти, Самарская область) — советский учёный, гидробиолог, кандидат биологических наук, изобретатель эффективного способа борьбы с обрастателями гидротехнических сооружений.

## Биография
Михаил родился в бедной семье. Отец рано умер, а мать вышла замуж, уехав в другое село, оставив троих детей на воспитание бабушки. С детства батрачил, зарабатывая на учёбу. В 15 лет поступил в гимназию в Тараще. Из-за революционных событий 1917 года гимназия сначала была преобразована в реальное училище, затем в трудовую школу второй ступени.
В 1924 году Михаил Кирпиченко окончил высшие педагогические курсы в Белой Церкви. Поступил в Киевский институт народного образования, одновременно учился в медицинском институте, но после запрета на одновременное обучение в двух вузах оставил его. В 1930 году окончил университет, после чего был зачислен в аспирантуру при академии наук УССР в лабораторию биолога Ивана Шмальгаузена. Также занимался пением, учился у профессора Киевской консерватории Муравьёвой, занимался математикой и рядом других наук.
В 1933 году вышла его первая научная статья, и к началу Великой Отечественной войны он подготовил диссертацию по продуктивности водоёмов, в которой излагались в том числе оригинальная методика учёта численности донного населения и первая в мире формула расчёта продукции — публикации по этим вопросам сделали учёного известным не только в СССР, но и в мире. Однако начавшаяся война не позволила защитить диссертацию. Стремительное продвижение немецких войск застало Кирпиченко в Киеве, он оказался в оккупации.
В годы оккупации Кирпиченко работал в том же институте, но уже под немецким руководством. Директором института стал биолог, профессор Мансфельд, знакомый с работами Кирпиченко, которому он стал помогать и дал возможность заниматься научными исследованиями При приближении советских войск Кирпиченко вместе с семьёй был отправлен в специальный лагерь у Познани, созданный для содержания научных работников. На предложение со стороны немецкого учёного поехать дальше, чтобы продолжать научную работу в американской зоне оккупации, Кирпиченко ответил отказом. Однако в СССР Кирпиченко был арестован и вскоре осуждён за «измену родине и сотрудничество с немцами» по статье 54 УК УССР пунктам 1 и 3 на семь лет исправительно-трудовых лагерей. Наказание отбывал в лагерях в Северодвинске, затем на строительстве трассы Тайшет-Лена, после чего был сослан на вечное поселение в Северный Казахстан. Был освобождён и полностью реабилитирован 17 сентября 1955 года, однако незадолго до освобождения в автокатастрофе погибла дочь Оксана, возвращаться было некуда, и на прежнюю работу в академию наук недавнего заключённого не брали.
С 1957 года Кирпиченко работал в Ставрополе (ныне Тольятти) на местной Куйбышевской биостанции Института биологии внутренних вод младшим научным сотрудником. Сюда его пригласил директор института Иван Папанин по рекомендации известного биолога Ф. Мордухай-Болтовского. На биостанции разрабатывал методы борьбы с речной дрейссеной, которая приносила огромный ущерб гидротехническим сооружениям.
Через два года исследований Кирпиченко предложил эффективный метод: в местах, где дрейссена вредит оборудованию и коммуникациям, необходимо раз в год прерывать её жизненный цикл: в момент размножения пропустить через трубы или турбины горячую или хлорированную воду или попросту осушить их. Методика быстро распространилась по многочисленным гидроэлектростанциям СССР, стала известна и за рубежом. Несмотря на решающие заслуги в её разработке со стороны Кирпиченко, авторами методики указывался весь коллектив биостанции, запятнанная «сотрудничеством с немцами» и судимостью биография мешала признанию персональных заслуг учёного. Даже Папанин, несмотря на неплохое отношение к Кирпиченко, перед защитой его диссертации в 1965 году отзывался: «Да я знаю, он человек способный, но упрямый, как бык: не слушается ни профсоюза, ни партийной группы, ни наших распорядков. А кроме всего прочего, у меня в шкафу лежит на него дело: он с немцами якшался».
Будучи человеком с нестандартным мышлением, намного грамотнее своих научных и жизненных оппонентов, Кирпиченко регулярно подвергался нападкам с их стороны. Так после того, как в одной из работ Кирпиченко употребил термин «логистическая кривая», под которым понимается взрослый организм, размеры которого не изменяются, но он продолжает развиваться, противники обвинили его в отсылке к «буржуазной лженауке» логистике.
И хотя через некоторое время Кирпиченко получил должность старшего научного сотрудника, а без ссылок на его работы не обходилась ни одна серьёзная публикация по малакологии, подобное умаление личных заслуг серьёзно обижало учёного, который в интервью в постсоветское время завлял, что его не ценили, а все его открытия ничего, кроме неприятностей, ему не приносили: «Если бы я был в стране без ГУЛАГов, в стране, хотя бы элементарно снабжающей меня возможностью жить, — я бы дал по крайней мере в десять раз больше того, что я дал».
Позже станция была преобразована в Институт экологии Волжского бассейна. В 1997 году торжественно отмечалось 95-летие учёного, а через несколько месяцев он скончался.

### Научные работы
- Кирпиченко М. Я. Новая форма личинки Cryptochironomus serpancus sp.n. (Diptera, Tendipedidae) // Зоол. журнал. — 1961. — Т. 40, № 5. — С. 780—781.
- Кирпиченко М. Я. зучение биологии моллюска Dreissena polymorpha Pallas в Куйбышевском водохранилище // Тр. зонального совещ. по типологии и биологическому основанию рыбохозяйственного использования внутренних (пресноводных) водоемов южной зоны СССР. — Кишинёв, 1962. — С. 139—143.
- Кирпиченко М. Я. Особенности расселения дрейссены в условиях зарегулированной реки // Биологические аспекты изучения водохранилищ. — М.; Л.: Изд-во АН СССР, 1963. — С. 153 −158.
- Кирпиченко М. Я., Ляхов С. М. О проникновении Theodoxus pallasi Lindh. (Mollusca gastropoda) в Нижнюю Волгу // Материалы по биологии и гидрологии волжских водохранилищ: Сб. статей. — М.; Л.: Изд-во АН СССР, 1963. — С. 17—18.
- Кирпиченко М. Я., Михеев В. П., Штерн Е. П. Действие электрического тока на личинок дрейссены и планктонных рачков при малых экспозициях // Сб. матер, по биологии и гидрологии Волжских водохранилищ. — М.; Л.: Наука, 1963. — С. 76—80.
- Бирюков И. Н., Кирпиченко М. Я., Ляхов С. М., Сергеева Г. И. Условия обитания моллюска Dreissena polymorpha Pallas в Бабинском затоне р. Оки // Биология дрейссены и борьба с ней. (Сб. статей). — М.; Л.: Наука, 1964. — С. 38—46.
- Ляхов С. М., Кирпиченко М. Я., Михеев В. П. Обрастания дрейссены на гидроэлектростанциях и способы их предотвращения // Моллюски. Вопросы теоретической и прикладной малакологии: Тр. совещ. по изучению моллюсков (20-22 нояб. 1961 г., Ленинград). — М.; Л.: Изд-во АН СССР, 1964. — С. 289—298.
- Кирпиченко М. Я. Фенология, динамика численности и рост личинок дрейссены в Куйбышевском водохранилище // Тр. Ин-та биологии внутренних вод. — Л.: Наука. Ленингр. отд-ние, 1964. — Вып. 7 (10). — С. 19−30.
- Кирпиченко М. Я. Экология ранних стадий онтогенеза Dreissena polymorpha Pallas в связи с обрастанием гидротехнических сооружений: Автореф. дис…. канд. биол. наук. — Днепропетровск, 1965. — 20 с.
- Кирпиченко М. Я. Фауна скоплений нитчатых водорослей в Куйбышевском водохранилище // Экология и биология пресноводных беспозвоночных. — М.; Л.: Наука, 1965. — С. 137—140.
- Кирпиченко М. Я. Биология дрейссены и защита гидротехнических сооружений от обрастаний // Совещ. по биологии дрейссены и защите гидротехнических сооружений от ее обрастаний. Тез. докл. — Тольятти, 1965. — С. 10—12.
- Кирпиченко М. Я. Экология онтогенетических стадий дрейссены в реках Волге и Каме // Первая конференция по изучению водоемов бассейна Волги. «Волга-1». — Тольятти, 1968. — С. 139—141.
- Кирпиченко М. Я. Речная дрейссена на северо-восточной окраине её ареала // Биология и продуктивность пресноводных организмов. — Л.: Наука, 1971. — С. 142—154.
- Кирпиченко М. Я. К экологии Dreissena polymorpha Pallas в Цимлянском водохранилище // Тр. ин-та биол. внутр. вод. — 1971. — Вып. 21(24). — С. 142—154.
- Кирпиченко М. Я. Экология онтогенетических стадий дрейссены в Волге и Каме // Материалы I конф. по изуч. водоемов бассейна Волги: Волга-1: Проблемы изучения и рационального использования биологических ресурсов водоемов. — Куйбышев, 1971. — С. 175—180.
- Бородич Н. Д., Дзюбан А. Н., Кирпиченко М. Я., Кузнецова С. П., Ляхов С. М., Сергеева Л. П. Гидробиологические исследования Саратовского водохранилища в пределах Самарской Луки в связи с процессом загрязнения и самоочищения // Материалы Всесоюз. науч. конф. по проблемам комплексного использования и охраны водных ресурсов бассейна Волги. — Пермь, 1975. — Вып. Вып. III. — С. 18—20.
- Кирпиченко М. Я., Ляхов С. М. Dreissena polymorpha Pallas и её значение в водоемах замедленного стока // Тез. докл. III съезда ВГБО. — Рига, 1976. — Т. 3. — С. 264—266.
- Кирпиченко М. Я., Антонов П. И. Интенсивность заселения дрейссеной водохранилищ // Круговорот веществ и энергии в водоёмах. Элементы биотического круговорота. Тез. докл. на 4-м Всесоюзном Лимнологическом совещании. Лиственичное на Байкале. — 1977. — С. 302−305.
- Кирпиченко М. Я., Антонов П. И. Рост Dreissena polymorpha (Pallas) в Саратовском водохранилище // Тр. комплексной экспедиции Саратовского ун-та по изучению Волгоградского и Саратовского водохранилищ. — Саратов: Изд-во Сарат. ун-та, 1982. — С. 68—88.
- Львова А. А., Макарова Г. Е., Каратаев А. Ю., Кирпиченко М. Я. Планктонные личинки // Дрейссена Drеissеna polymorpha (Pall.) (Bivalvia, Dreissenidae). Систематика, экология, практическое значение. — М.: Наука, 1994. — 149—155 с.
- Кирпиченко М. Я. Проблема численности в экологии гидробионтов. — Тольятти: ИЭВБ РАН, 1997. — 52 с.

### Мемуары
- Кирпиченко М. Я. Лето сорок первого = Літо сорок першого // Хроніка-2000 : альманах. — 2007. — Вып. 72. — С. 578—585.